# Rhagodopa setipes
Rhagodopa setipes är en spindeldjursart som beskrevs av Roewer 1933. Rhagodopa setipes ingår i släktet Rhagodopa och familjen Rhagodidae. Inga underarter finns listade i Catalogue of Life.